# 1943 az irodalomban
Az 1943. év az irodalomban.

## Megjelent új művek

### Próza
- Simone de Beauvoir első regénye: L'Invitée (A vendég)
- Ivan Bunyin elbeszéléseinek gyüjteménye: Тёмные аллеи (Sötét sétányok)
- Erskine Caldwell amerikai író kötete: Georgia Boy (Georgiai fiú), "már-már kisregénnyé fűzött közös-hősű elbeszélés-ciklus"[1]
- Howard Fast amerikai író regénye: Citizen Tom Paine (Tom Paine polgártárs)
- Graham Greene regénye: The Ministry of Fear (A félelem minisztériuma)
- Hermann Hesse regénye: Das Glasperlenspiel (Az üveggyöngyjáték)
- Sinclair Lewis regénye: Gideon Planish
- Thomas Mann: József és testvérei, a regénytetralógia 4. kötete
- John Dos Passos: Number One (magyarul: Fővezér, vagy: Első szám). A District of Columbia c. regénytrilógia (1939–1949) második könyve
- Alves Redol portugál író regénye: Fanga (Földbérlet)
- Antoine de Saint-Exupéry legismertebb műve: A kis herceg (Le Petit Prince), meseregény
- William Saroyan amerikai író regénye: The Human Comedy (Az emberi színjáték)
- Jean-Paul Sartre: L'Être et le Néant (A Lét és a Semmi), egzisztencialista filozófiai mű
- Upton Sinclair regénye:	Wide Is the Gate (Tág a kapu)
- Elsa Triolet regénye: 
  - Les amants d'Avignon (Az avignoni szerelmesek), [Laurent Daniel álnév alatt]
  - Le Cheval blanc
- Erico Verissimo brazil szerző regénye: O resto é silêncio (A többi néma csend)

### Költészet
- L'Honneur des poètes (A költők becsülete), 23 francia költő verseit tartalmazó antológia
- T. S. Eliot négy nagy költeményből álló kötete: Four Quartets (Négy kvartett)
- Saint-John Perse verseskötete: Poème à l'étrangère

### Dráma
- Jean-Paul Sartre: Les Mouches (A legyek), bemutató
- Bertolt Brecht: Leben des Galilei (Galilei élete), bemutató

### Magyar irodalom
- Radnóti Miklós versfordításainak kötete: Orpheus nyomában
- Sinka István két verseskötete: Balladáskönyv és Hontalanok útján
- Szabó Pál regénytrilógiájának befejező könyve: Bölcső (A két előző kötet: Lakodalom, 1941; Keresztelő 1942)
- Vas István: Elvesztett otthonok, (memoár vagy esszéregény)

## Születések
- február 15. – Oravecz Imre Kossuth-díjas költő, műfordító
- február 21. – Ljudmila Ulickaja kortárs orosz írónő, műveit több rangos irodalmi díjjal tüntették ki
- március 19. – Kiss Benedek kétszeres József Attila-díjas költő, műfordító
- május 5. – Michael Palin angol komikus, író, színész
- június 23. – Szegedy-Maszák Mihály magyar irodalomtörténész; az összehasonlító irodalomtudomány, a fordításelmélet és a magyar irodalom 19. századtól 21. századig tartó időszakának neves kutatója († 2016)
- július 9. – Joe Haldeman amerikai sci-fi-író
- augusztus 18. – Hannu Mäkelä, a mai finn irodalom egyik központi alakja; regényeket, verseket, színdarabokat, rádió- és tévéjátékokat is írt
- szeptember 2. – Michael Ondaatje Srí Lanka-i származású kanadai író, költő, leginkább Az angol beteg (The English Patient) című regényéről ismert
- szeptember 23. – Dalos György magyar író, műfordító, költő; 1995 óta Berlinben él
- december 22. – Petri György magyar költő, műfordító († 2000)

## Halálozások
- január 1. – Reichard Piroska költő, műfordító, kritikus (* 1884)
- január 1. – Rejtő Jenő író, kabaré- és színpadi szerző, a magyar szórakoztató irodalom egyik legnépszerűbb képviselője (* 1905)
- január 21. – Bálint György író, kritikus, műfordító, a publicisztika kiemelkedő alakja a két világháború közti magyar irodalomban (* 1906)
- augusztus 21. – Henrik Pontoppidan Nobel-díjas (Karl Adolph Gjelleruppal megosztva) dán író, „széles társadalomábrázoló, a nagy elbeszélők, Fielding, Balzac vagy Gogol fajtájából.”[2] (* 1857)
- augusztus 22. – Simazaki Tószon japán költő, prózaíró (* 1872)
- október 16. – Földi Mihály orvos, író, kritikus, lapszerkesztő (* 1894)
- december 22. – Beatrix Potter angol író, illusztrátor, természettudós és természetvédő. Saját kezűleg illusztrált gyermekkönyvei révén vált híressé (* 1866)